# Pierre Marie Auguste Broussonet
Pierre Marie Auguste Broussonet (dont le nom est parfois écrit Broussonnet ou Broussounet), né le 19 janvier 1761 à Montpellier et mort le 27 juillet 1807 dans cette même ville, est un médecin, naturaliste (Ichtyologue et botaniste) et homme politique français.
Il est décrit sous les noms de Petrus Maria Augustus Broussonet et Augustus Broussonet pour ses parutions latine. Auguste Broussonet pour ses autres éditions et a écrit sous le pseudonyme de Jean d'Antimoine,.

## Biographie
Issu d'une famille montpelliéraine dont les parents : Élisabeth Senard-Pâquier et François Broussonet (1722-1792), exerçant les métiers de médecin, professeur de médecine à la faculté et occupant une chaire de chirurgie et de pharmacie à l'institut, élèvent leurs deux enfants : Jean Louis Victor (1771-1846) et Pierre.
C'est avec le concours de son père et du naturaliste Antoine Gouan (1733-1821) que le jeune Pierre découvre et se passionne pour l'histoire naturelle. Il obtient son titre de docteur en médecine à Montpellier en 1779 et présente son premier mémoire consacré aux poissons. Son frère Victor obtient le poste de professeur de clinique.
En 1780 avec l'accueil du naturaliste et botaniste Joseph Banks (1743-1820), il s'installe à Londres et rencontre de nombreux scientifiques, tels que : Johann Reinhold Forster (1729-1798), Daniel Solander (1733-1782), Alexander Dalrymple (1737-1808), Anders Sparrman (1748-1820), John Sibthorp (1758-1796) et James Edward Smith (1759-1828).
Grâce à l'intervention de Banks, Broussonet devient membre de la Royal Society dès 1781. Il publie la première partie d'un travail sur les poissons, Ichthyologiae Decas I, basé sur des spécimens récoltés lors des voyages de James Cook (1728-1779), et qui lui ont été communiqués par Banks probablement sous la direction de Solander. Broussonet a pour ambition de décrire tous les poissons connus à son époque, soit 1 200 espèces. Seule cette première partie, dédiée à Banks, voit le jour, dans laquelle il transpose le système de nomenclature et de description de Carl von Linné (1707-1778), système jusque-là restreint à la botanique.
Il revient à Paris en août 1782 et apporte un pied de Ginkgo biloba, le premier importé en France. Il herborise plusieurs mois dans le Midi de la France avec Sibthorp et en Catalogne avec l'abbé Pierre André Pourret (1754-1818).
Il s'installe à Paris où il se lie d'amitié avec René Desfontaines (1750-1831) et Charles Louis L'Héritier de Brutelle (1746-1800). Louis Jean-Marie Daubenton (1716-1800), pourtant opposé au système de Linné, le fait nommer son suppléant à la chaire du Collège de France, et fait appel à lui, en 1784, pour devenir son adjoint à l'École vétérinaire d'Alfort. Grâce à Daubenton, Broussonet est admis en 1785 à l'Académie des sciences, à laquelle il propose de nombreux mémoires. Il décide alors de se consacrer à l'agriculture.
Aux côtés d'André Thouin (1746-1824), Louis-Augustin Bosc d’Antic (1759-1828), Aubin-Louis Millin de Grandmaison (1759-1818) et Pierre Willemet (es) (1762-1790), il participe, en 1787, à la fondation de la première société linnéenne du monde, la Société linnéenne de Paris. Ils sont bientôt rejoints par d'autres naturalistes. Cette société est dissoute dès 1789. Broussonet devient par ailleurs le secrétaire perpétuel de la Société d'agriculture de Paris dès 1785 (à 24 ans), nommé à cette fonction par l'intendant de Paris Berthier de Sauvigny (1737-1789) ; il s'illustre dans cette fonction avec le soin de publications trimestrielles et de distributions publiques de prix. Broussonet présente à la Société d'agriculture de Paris un éloge historique de Buffon, mort en 1788 et propose un éloge dédié à Pierre Richer de Belleval en 1789.
Il est élu, en 1789, à l'Assemblée nationale, et nommé au corps électoral de Paris. En septembre 1791, il est élu député de Paris à l'Assemblée législative dont il devient secrétaire le 10 janvier 1792. Partisan des Girondins et est proscrit avec eux ; il doit quitter Paris en 1793, pour Montpellier, puis la Gironde et après un dangereux voyage, il gagne Madrid. Tous ses biens sont alors saisis car il est alors considéré comme un émigré. Mais la communauté des réfugiés français l'accueille assez mal et il doit partir à nouveau et, après être passé par Lisbonne, se rend auprès de l'envoyé des États-Unis à la cour du Maroc où il exerce en tant que médecin.
Il obtient, sous le Directoire, l'autorisation de revenir en France et refuse un siège au nouvel Institut de France car il préfère rester près des siens, à Montpellier. Mais, encore inscrit sur la liste des émigrés, il ne peut exercer la médecine et sa situation est difficile. Pendant son absence, par une exception honorable et contre les statuts, l'institut le nomme parmi ses membres,. De retour en 1796, il est nommé officiellement membre de l'Institut et est de nouveau nommé professeur de botanique à Montpellier avec la direction du jardin botanique. En 1797, il obtient d'être rayé de cette liste, il est alors nommé à un poste consulaire à Mogador (aujourd'hui Essaouira), au Maroc. En 1799, il fuit la ville ravagée par une épidémie de peste : les deux tiers des habitants succombent. Durant cette même année, le botaniste Charles Louis L'Héritier de Brutelle (1746-1800) lui dédie le nom de l'espèce d'arbre du genre Broussonetia de la famille des Moraceae : Mûrier à papier (Broussonetia papyrifera).
Il est envoyé à Tenerife et y demeure jusqu'en 1803. Il exerce en tant que commissaire des relations commerciales du gouvernement français. En novembre 1800, il est d'ailleurs visité par l'expédition Baudin, en particulier par son ami le botaniste André Michaux, qu'il emmène loger chez lui[source insuffisante].
En 1803, il finit par obtenir une chaire de botanique à Montpellier où le peintre montpelliérain Jean-Jacques Bestieu réalise son portrait. Outre l'enseignement de la botanique, il devient directeur du Jardin des plantes de Montpellier et est à l'origine de son renouveau, notamment par la construction d'une orangerie. Il est nommé membre du corps législatif en 1805, et il fait paraître le catalogue du jardin sous le titre d'Elenchus plantarum horti botanici monspeliensis. 
Pierre Marie Auguste Broussonet est également passé à la postérité due à la pathologie de l'aphasie qui se manifeste par un trouble du langage. En 1808, dans son éloge historique, Georges Cuvier établit un lien probable entre la lésion gauche et l'altération du langage. Une autre éloge historique rédigé par Augustin Pyramus de Candolle, successeur de Broussonet à la direction du Jardin des plantes de Montpellier, comporte de nombreux éléments cliniques concernant cette pathologie. Plusieurs figures importantes de la doctrine française de l'aphasie se sont intéressées aussi au cas de Broussonet, en particulier Marc Dax et Jacques Lordat,.

## Publications
- Ichthyologia sistens piscium descriptiones et icones, Londini : P. Elmsly ; Parisiis : P. F. Didot ; Viennae : R. Graeffer, 1782. Texte en ligne
- (sous le pseudonyme de Jean d'Antimoine) Essai sur l'histoire naturelle de quelques espèces de moines, décrits à la manière de Linné, Monachopolis, 1784
- Instruction [ou Mémoire] sur la culture des turneps ou gros navets, sur la manière de les conserver et sur les moyens de les rendre propres à la nourriture des bestiaux, Paris : Impr. royale, 1785, in-8°, 23 p.
- « Essai de comparaison entre les mouvements des animaux et ceux des plantes, et description d’une espèce de sainfoin, dont les feuilles sont dans un mouvement continuel », Mémoires de l’Académie des sciences (Paris : Impr. royale), 1785, in-4°, p. 609-621
- Année rurale, ou Calendrier à l'usage des cultivateurs, Paris, 1787-1788, 2 vol. in-12
- Memoir on the regeneration of certain parts of the bodies of fishes, London : Printed for the proprietors and sold by C. Forster, 1789. Texte en ligne
- Réflexions sur les avantages qui résulteroient de la réunion de la Société royale d’Agriculture, de l’École vétérinaire, et de trois chaires du Collège royal, au Jardin du roi, Paris : Impr. du Journal gratuit, 1790, in-8°, 42 p. (il y adopte le plan de Philippe-Etienne Lafosse pour l’École vétérinaire)
- Elenchus plantarum horti botanici Monspeliensis, Monspelii : Augusti Ricard, 1805. Texte en ligne

### Traductions en français

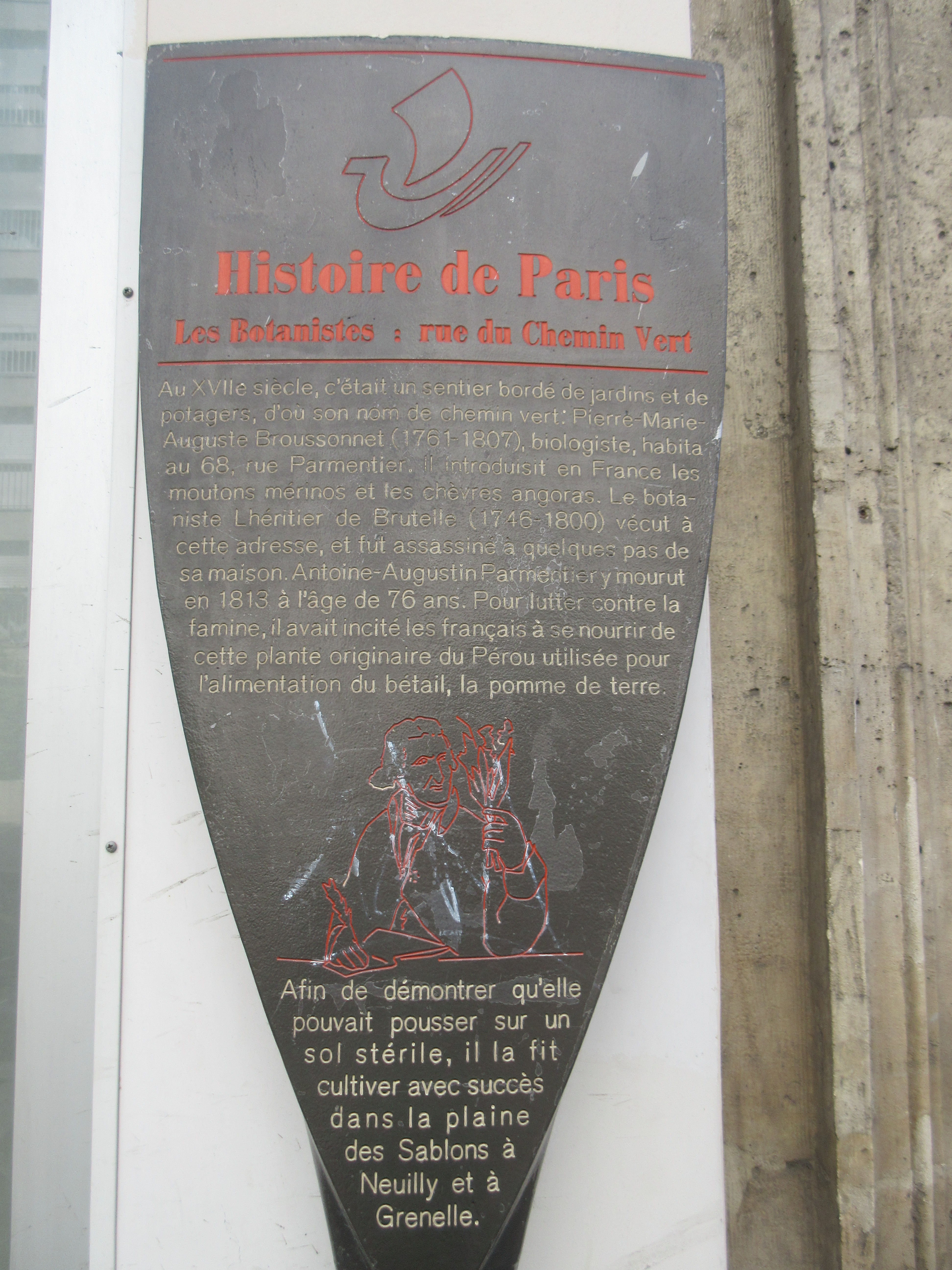
Panneau Histoire de Paris.

- Johann Reinhold Forster, Histoire des découvertes et des voyages faits dans le Nord, Paris : Cuchet, 1788, 2 vol. Tome I en ligne - Tome II en ligne

## Hommages
Les conseils municipaux de plusieurs communes ont nommé des voies publiques :
- Rue Auguste Broussonnet, Arles (43° 39′ 44,58″ N, 4° 39′ 08,01″ E)
- Rue Auguste Broussonnet, Montpellier (43° 36′ 59,19″ N, 3° 52′ 13,95″ E)
- Impasse Broussonnet, Montpellier (43° 36′ 42,33″ N, 3° 52′ 42,65″ E)
- Rue Pierre Broussonet, Isneauville (49° 29′ 45,76″ N, 1° 08′ 40,86″ E)

La ville de Paris met à disposition des passants un panneau d'histoire intitulé « Les Botanistes : Rue du Chemin Vert » dans le XIe arrondissement.